# Carl von Halfern
Carl von Halfern (Aken-Burtscheid, 8 april 1873 - Berlin-Wilmersdorf, 20 oktober 1937) was een Duits politicus.

## Biografie
Carl von Halfern studeerde rechten aan de Universiteit van Erlangen. In 1897 promoveerde hij. In 1905 maakte hij - zoals meer jonge mannen uit aristocratische kringen - een wereldreis. Hij bezocht Aden (Jemen), India, Birma, China, Japan, de westkust van de Verenigde Staten van Amerika en Mexico.
Carl von Halfern was van 1909 tot 1916 Landraad (Landrat) in het Landkreis Ottweiler en tot 1919 was hij Landraad in het Landkreis Saarbrücken. Van 1920 tot 1922 was hij Finanzrat en Geheime Hofrat op het Pruisische ministerie van Financiën. 
Von Halfern was van 1922 tot 1927 regeringspresident (Regierungspräsident) van Hildesheim en Stettin en van 1930 tot 1933 was hij "opperste president" (Oberpräsident) van de provincie Pommeren.
Carl von Halfern overleed in 1937.

## Partij
Carl von Halfern was tijdens de Weimarrepubliek lid van de conservatief-liberale Duitse Democratische Partij (Deutsche Demokratische Partei).

## Trivia
- In Aken is het Von-Halfern-Park naar de familie Von Halfern vernoemd.